# Jarosław Zawałkiewicz
Jarosław Franciszek Zawałkiewicz (ur. 21 maja 1887, zm. 22 lutego 1967 w Krakowie) – major piechoty Wojska Polskiego.

## Życiorys
W latach 1898-1901 był uczniem c. k. Lwowskiego Gimnazjum im. Franciszka Józefa.
W czasie I wojny światowej walczył w szeregach cesarskiej i królewskiej Armii. Jego oddziałem macierzystym był Pułk Piechoty Nr 56. Na stopień chorążego został mianowany ze starszeństwem z 1 sierpnia 1915 w korpusie oficerów rezerwy piechoty.
W latach 1921-1925 pełnił służbę w 38 Pułku Piechoty w Przemyślu. 3 maja 1922 został zweryfikowany w stopniu kapitana ze starszeństwem z 1 czerwca 1919 i 193. lokatą w korpusie oficerów piechoty. W 1924 został przydzielony z macierzystego pułku do Komendy Obozu Warownego Przemyśl. 1 grudnia 1924 został mianowany majorem ze starszeństwem z 15 sierpnia 1924 i 38. lokatą w korpusie oficerów piechoty. W sierpniu 1925 został przeniesiony do 3 Pułku Piechoty Legionów w Zamościu na stanowisko dowódcy III batalionu. W listopadzie 1927 został przeniesiony do kadry oficerów piechoty z równoczesnym przeniesieniem służbowym do Powiatowej Komendy Uzupełnień Jarosław na okres 6 miesięcy celem odbycia praktyki poborowej. W kwietniu 1928 został przeniesiony do Powiatowej Komendy Uzupełnień Miechów na stanowisko kierownika I referatu. W marcu 1929 został zwolniony z zajmowanego stanowiska i oddany do dyspozycji dowódcy Okręgu Korpusu Nr V, a z dniem 30 września tego roku przeniesiony w stan spoczynku.
W 1934, jako oficer stanu spoczynku pozostawał w ewidencji Powiatowej Komendy Uzupełnień Lwów Miasto. Posiadał przydział do Oficerskiej Kadry Okręgowej Nr VI. Był wówczas „przewidziany do użycia w czasie wojny”.
Po zakończeniu II wojny światowej został odnotowany przez Państwowy Urząd Repatriacyjny w Krakowie . Tam zmarł 22 lutego 1967 i został pochowany w grobie rodzinnym na cmentarzu Rakowickim.
Jarosław Franciszek był żonaty z Janiną (1891–1971).

## Ordery i odznaczenia
- Krzyż Walecznych dwukrotnie[19][20]